# Станко ди Сото (Болоња)
Станко ди Сото (итал. Stanco di Sotto) је насеље у Италији у округу Болоња, региону Емилија-Ромања.
Према процени из 2011. у насељу је живело 18 становника. Насеље се налази на надморској висини од 557 м.